# 历险科幻
《历险科幻》（英語：Venture Science Fiction）是美国文摘规格科幻杂志，1957至1958年发行十期后停办，1969年短暂复刊但只坚持六期就在1970年停刊。杂志两度发行均旨在充当《奇幻与科幻杂志》姐妹刊，罗伯特·米尔斯主编初版，爱德华·费曼主编第二版。1963至1965年出现的英国版转载美国版和《奇幻与科幻杂志》作品，此外还有内容与英国版相同的澳大利亚版，只不过标识日期晚两个月。
初版杂志以率先刊发史特金定律留名后世，但销量很一般。出版商约瑟夫·费曼（爱德华·费曼之父）征求生动的动作与历险小说，投稿与20世纪50年代末大部分科幻小说相比性爱与暴力成分更重，科幻史学家迈克·阿什利认为杂志领先时代。经过不到两年的苦苦挣扎，杂志终因销量不佳停办。1969年复刊后情况依旧，少有名家名作且封面画作也不及以往，冯达·麦金泰尔处女作是其中少有的亮点。杂志1970年再度停刊，从此消逝在历史长河。

## 初版
1949年末，出版商劳伦斯·斯皮瓦克向竞争激烈、人潮汹涌的奇幻文学市场推出《奇幻杂志》，第二期就更名《奇幻与科幻杂志》。新杂志迅速站稳脚跟，对业界影响显著。罗伯特·米尔斯任杂志编辑主任，安东尼·布彻与弗朗西斯·麦科马斯主编。1954年，约瑟夫·费曼从合伙人斯皮瓦克手中买下杂志，随后决定发行姐妹刊并由米尔斯主编。
新杂志取名《历险科幻》，创刊号标识1957年1月。《历险科幻》初版期间米尔斯一直担任《奇幻与科幻杂志》编辑主任，1958年7月《历险科幻》停刊，不久米尔斯调任《奇幻与科幻杂志》主编。费曼在创刊号阐述杂志编辑理念：“优秀的动作与历险小说……《历险科幻》的小说需满足两大要素：一、必须内容完整、有始有终；二、文笔必须鲜活生动，节奏、力度、兴奋点缺一不可”。他希望借1955年末《行星故事》消亡之机抢占科幻杂志市场，此时美国绝大多数纸浆科幻杂志都已沦为历史。《行星故事》主要刊登历险小说，与20世纪50年代趋于流行的现实风格背道而驰。相比之下，《奇幻与科幻杂志》热卖主要源自作品文学价值。费曼希望新杂志取两家之长，既像纸浆杂志那样注重情节和戏剧效果，又像《奇幻与科幻杂志》般体现文学价值。《历险科幻》偏向以动作为导向的历险故事，刊文与竞争对手相比性爱与暴力成分更重，科幻史学家迈克·阿什利认为杂志领先时代五到十年。如西奧多·史特金的小说《好胆女》围绕外星病毒展开，感染者呕吐时会把肠子都吐出来。据阿什利记载，某评论员自称宣读该文颇感不适。
初版《历险科幻》共发行十期，埃德·艾姆许威勒创作八期封面画作，他还为《奇幻与科幻杂志》创作不少封面，一定程度上增进两本杂志的类似程度。创刊号内页也有艾姆许威勒创作的插图，但杂志大部分插图是约翰·吉安塔绘制，后期杂志还有约翰·舍恩海尔早期发表作品。
向新杂志投稿的不乏名家，如艾萨克·阿西莫夫、克利福德·西马克、马里恩·齐默·布拉德利、羅伯特·西爾柏格、达蒙·奈特。除历险小说外，《历险科幻》还采纳其他稿件，如史特金小说《笑匠子孙》讲述电视马拉松主持人与赞助商的关系；利·布拉克特作品《彩虹色彩》以外星人联络人类探讨种族问题。这些小说人物塑造和主题比较鲜明，与费曼在创刊号宣告的目标一致。《历险科幻》以率先刊登“史特金定律”留名后世，如今该“定律”已演变成“任何事物都有九成是垃圾”。史特金定律源自作者1951年左右的构想，在1958年3月的《历险科幻》刊登，起名“史特金启示”。
十期杂志均有社论栏目《历险》，其中第一期阐述费曼的编辑政策。社论大多由米尔斯执笔，有时转为科幻名家来信专栏。1958年7月的末期刊登弗雷德里克·波爾为西里尔·科恩布鲁斯所作悼词，还有史特金为亨利·库特纳所写悼词，两人都在1958年第一季度谢世，相差不到两个月。
1957年7月杂志新增史特金主持的书评专栏《手头……随便》并保持到末期。这是作者首度主持评论专栏，十多年后他开始执笔《银河系科幻小说》的类似专栏。1958年1月杂志刊登阿西莫夫的系列作品，到停刊时共发表四篇文章。《奇幻与科幻杂志》1958年11月延续阿西莫夫系列文章，共刊发399篇之多，但很少有人记得该系列是从昙花一现的《历险科幻》开始。
《历险科幻》稳定保持双月刊周期，但发行量始终未达可持续水平，于1958年中期停办。竞争杂志种类繁多可能导致销量有限，考虑到大部分竞争杂志仅持续一到两期，《历险科幻》已经算得上部分成功。

## 英国版和澳大利亚版
1959年12月，伦敦阿特拉斯出版发行有限公司推出英国版《奇幻与科幻杂志》，该司1939年就开始发行英国版《类比科幻与事实》。1963年英国放开进口限制，《类比科幻与事实》可以直接销往英国，没必要再办英国版，阿特拉斯决定另行推出科幻杂志。英国版《历险科幻》大量转载美国版文章，还有20世纪50年代后期、《奇幻与科幻杂志》英国版面世前美国原版刊登的小说。阿特拉斯仅坚持不到一年就决定停办英国版《奇幻与科幻杂志》，末期杂志1964年6月面世。
1963年9月问世的英国版《历险科幻》共持续28期，罗纳德·威克斯主编，最后一期是1965年12月号。杂志内容与英国版《奇幻与科幻杂志》不重叠，前五期封面采用画作，此后仅列出作者姓名。朴素封面和内页插图溃乏可能对销量不利，阿特拉斯宣称杂志停办是因为“可刊载的素材到期”，但可供转载的文章其实多的是。英国此时购买美国版《奇幻与科幻杂志》已经很方便，估计转载杂志市场缩水才是阿特拉斯停办英国版的主要原因。
阿特拉斯还推出与英国版几乎一模一样的的澳大利亚版，仅标识日期晚两个月，从1963年11月持续到1966年2月。

## 美国第二版

1970年8月的最后一期《历险科幻》，伯特·坦纳绘制封面

《历险科幻》在初版停办十年后复刊，同样是《奇幻与科幻杂志》姐妹刊但改为季刊。杂志主编爱德华·费曼是约瑟夫·费曼之子，同时还主编《奇幻与科幻杂志》。新版没有编辑意向声明，政策直截了当：每期一部长篇小说。作品虽有大量删减，但仍占据杂志大部分页面，其他文章大都很短。新版与初版一样刊登名家作品，保持比较高的内容品质。杂志销量没有起色，仅持续六期，1970年8月号是最后一期。
新版《历险科幻》刊登的删减长篇小说包括：戈登·迪克森的《部落时刻》、哈里·哈里森的《瘟船》、基思·劳默的《星宝》、迪安·雷·孔茨的《兽童》。短篇小说大多不值一提，但1969年刊有小詹姆斯·提普奇的早期作品《雪融冰消》，1970年2月登载冯达·麦金泰尔的《突破点》。《突破点》是麦金泰尔发表的第一部作品，但许多目录学家没有发现，估计是因为作者仅署名字首字母缩写和姓氏。雷金纳德·布雷特纳取材双关语的幽默小小说系列1968年开始登上《奇幻与科幻杂志》，《历险科幻》第二版每期都有一则。
罗恩·古拉特为复刊后的各期杂志创作书评专栏，偶尔还评论电影。杂志刊登的画作没有注明作者姓名，但刊头写明伯特·坦纳任美术总监，大部分封面都是他的作品。科幻史学家尼古拉斯·德拉伯认为，坦纳所创封面远不及艾姆许威勒为初版所作，很可能对销量不利。在他看来，坦纳的作品就是“单色涂满铅笔草图。”大部分内页插图也是坦纳所作，另外从画上签名还能认出艾姆许威勒、德里克·卡特，还有为1969年11月提普奇小说《雪融冰消》创作插图的布霍布·斯图尔特。

## 书目详细信息
| | 一  | 二  | 三  | 四  | 五  | 六  | 七  | 八  | 九  | 十 | 十一 | 十二 |
| --- | --- | --- | --- | --- | --- | --- | --- | --- | --- | -- | ---- | ---- |
| 1957 | 1/1 |     | 1/2 |     | 1/3 |     | 1/4 |     | 1/5 |    | 1/6  |      |
| 1958 | 2/1 |     |     | 2/2 |     | 2/3 |     | 2/4 |     |    |      |      |
| |     |     |     |     |     |     |     |     |     |    |      |      |
| 1963 |     |     |     |     |     |     |     |     | 1   | 2  | 3    | 4    |
| 1964 | 5   | 6   | 7   | 8   | 9   | 10  | 11  | 12  | 13  | 14 | 15   | 16   |
| 1965 | 17  | 18  | 19  | 20  | 21  | 22  | 23  | 24  | 25  | 26 | 27   | 28   |
| |     |     |     |     |     |     |     |     |     |    |      |      |
| 1969 |     |     |     |     | 3/1 |     |     | 3/2 |     |    | 3/3  |      |
| 1970 |     | 4/1 |     |     | 4/2 |     |     | 4/3 |     |    |      |      |
| 《历险科幻》出版详细信息，表格最左侧是年份，上方是月份，其他数字代表 “卷号/期数”，蓝色是罗伯特·米尔斯主编的美国初版，紫色是罗纳德·威 克斯主编的英国版，最后是爱德华·费曼主编的美国第二版。 |     |     |     |     |     |     |     |     |     |    |      |      |

初版《历险科幻》1957年1月创刊，1958年7月停刊，保持35美分定价、128页篇幅、双月刊周期。第一卷六期，第二卷四期。英国版从第一期标至28期，不分卷，要价两先令六便士，1964年7月起涨至三先令。美国第二版1969年5月面世，标注第三卷第一期，保持季刊周期至1970年8月，定价均为60美分，同样是128页。
初版《历险科幻》停刊后，《奇幻与科幻杂志》刊头新增“包括《历险科幻》”字样，确保出版商继续持有书名版权。再版停刊数月后，1971年2月《奇幻与科幻杂志》再度增加上述字样，直到1990年2月取消。

## 脚注
1. ↑  Ashley, Transformations, pp. 20–22.
2. ↑  Thomas D. Clareson, "The Magazine of Fantasy & Science Fiction", in Tymn & Ashley, Science Fiction, Fantasy, and Weird Fiction Magazines, p. 380.

1958年7月号《历险科幻》，首版杂志末期。埃德·艾姆许威勒绘制封面，取材雷斯特·德尔·雷伊小说《太空女士》

3. 1 2 3 4 5 6 7 8 9 10 11 12 13 14 15 16 17 18  Nicholas S. De Larber, "Venture Science Fiction (1969–1970) (1957–1958)", in Tymn & Ashley, Science Fiction, Fantasy, and Weird Fiction Magazines, pp. 705–709.
4. ↑  Quoted in Nicholas S. De Larber, "Venture Science Fiction (1969–1970) (1957–1958)", in Tymn & Ashley, Science Fiction, Fantasy, and Weird Fiction Magazines, pp. 705–709.
5. ↑  Thomas D. Clareson, "Planet Stories", in Tymn & Ashley, Science Fiction, Fantasy, and Weird Fiction Magazines, pp. 476–481.
6. ↑  Ashley, History of the SF Magazine Part 4, pp. 21–22.
7. 1 2 3 4  "Venture Science Fiction", in Tuck, The Encyclopedia of Science Fiction and Fantasy Volume 3, p. 604.
8. 1 2 3 4 5 6 7  见各期杂志，为方便起见可参考线上目录：. ISFDB. Al von Ruff.   [2012-11-12]. （原始内容存档于2012-11-12）.
9. ↑  Jesse Sheidlower, Jeff Prucher and Malcolm Farmer eds. . Science Fiction Citations for the OED.   [2021-11-04]. （原始内容存档于2021-05-01）.
10. ↑  "Sturgeon's Law",  Oxford English Dictionary, Draft Entry June 2010.
11. 1 2 3 4  Mike Ashley, "Venture Science Fiction (1963–1965)", in Tymn & Ashley, Science Fiction, Fantasy, and Weird Fiction Magazines, pp. 709–710.
12. 1 2  Ashley, Transformations, p. 346.
13. ↑  See for example John Clute, "Vonda Neel McIntyre", in Nicholls & Clute, Encyclopedia of SF, p. 757.